# Timme Rosenkrantz

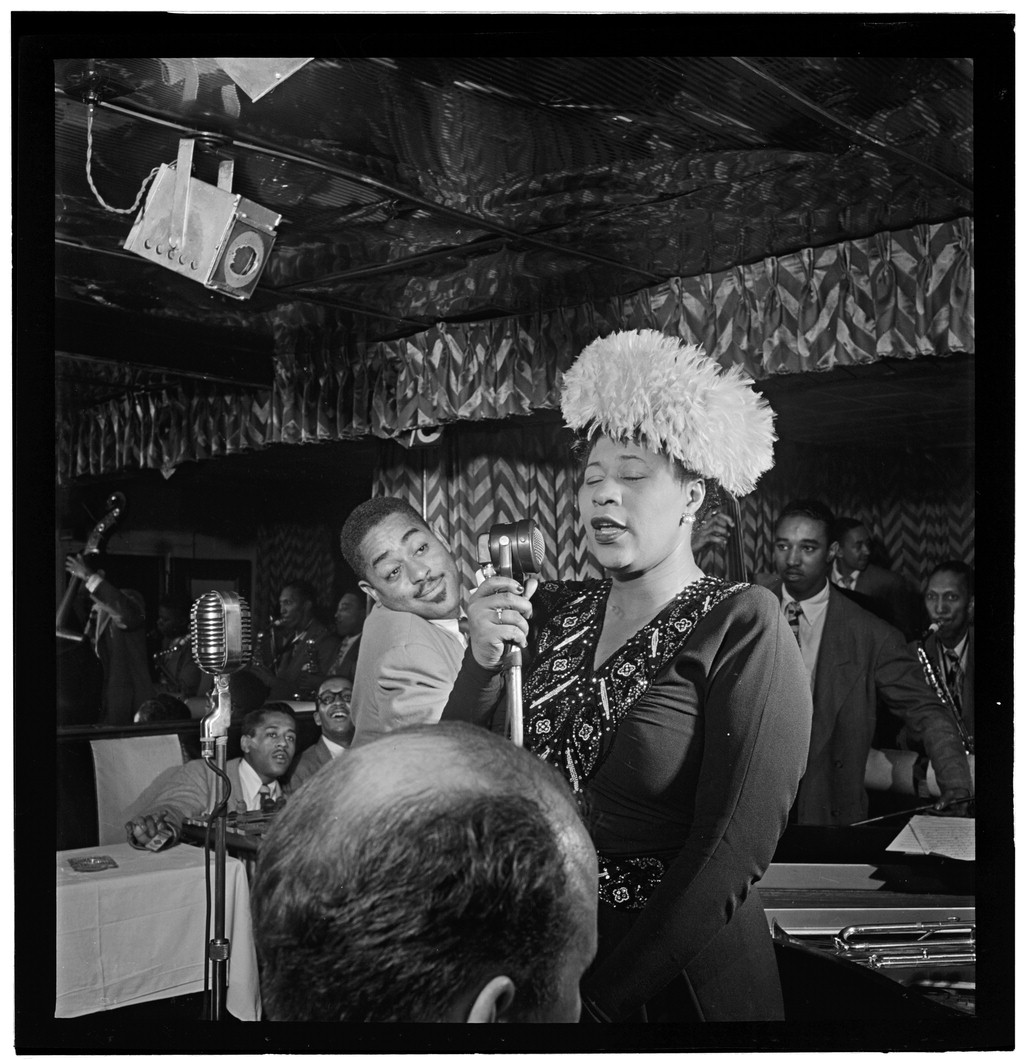
Ella Fitzgerald, Dizzy Gillespie, Ray Brown, Milt Jackson und Timmie Rosenkrantz (vorn), Downbeat, New York, N.Y., ca. Sept. 1947.
Fotografie von William P. Gottlieb.

Timme Rosenkrantz (auch Timmie Rosenkrantz, * 6. Juli 1911 in Kopenhagen; † 11. August 1969 in New York) war ein dänischer Jazz-Produzent, Autor und Radiomoderator, auch The Jazz Baron genannt.

## Leben
Timme Rosenkrantz stammte aus einem alten dänischen Adelsgeschlecht, deren Ahnenreihe bis ins 15. Jahrhundert reicht; sein Vater Palle Rosenkrantz (1867–1941) war Krimiautor und verfasste ein Buch über die Hamlet-Charaktere Rosenkranz und Güldenstern. Der junge Rosenkrantz sammelte schon als Jugendlicher Jazz-Schellackplatten, studierte Journalistik und war 1933 Gründer des kurzlebigen Jazzmagazins Jazzrevy.
1934 kam er erstmals in die Vereinigten Staaten, wo er der erste europäische Journalist war, der über die Jazzszene von Harlem schrieb. Später lieferte er auch Beiträge für den Down Beat, Metronome, Esquire und den britischen Melody Maker. Er lebte fortan abwechselnd in Dänemark und in New York; bei seinen Aufenthalten in der Stadt freundete sich mit Jazzmusikern an, wie Louis Armstrong, Count Basie, Duke Ellington, Coleman Hawkins, Billie Holiday, Art Tatum und Fats Waller.
Er war auch ein früher Förderer afroamerikanischer Jazzmusiker und promotete viele Konzerte und Aufnahmesessions; so produzierte er 1938 eine Session für Victor Records, bei der zwei 78er entstanden, an der Rex Stewart, Don Byas, Russell Procope, Tyree Glenn, Jo Jones und andere als Timmie Rosenkrantz and His Barrelhouse Barons spielten; es wurde als Timme Rosenkrantz’ Verdienst betrachtet, dass er die ersten Aufnahmen organisierte, an denen Byas und Glenn mitwirkten und so ihre weitere Karriere beförderte. Metronome und Down Beat lobten die bei der Rosenkrantz-Session entstandenen Aufnahmen als die besten dieses Jahres.
Rosenkrantz lebte mit der farbigen Sängerin und Jazzjournalistin Inez Cavanaugh, die er 1937 kennenlernte; Timme Rosenkrantz hatte in der von ihm herausgegebenen dänischen Zeitschrift Jazzrevy eine Komposition des dänischen Pianisten Leo Mathisen veröffentlicht, „Song of Souvenirs“, der Coleman Hawkins gewidmet war. In New York brachte er die Komposition bei W. C. Handy unter; das Stück wurde überarbeitet und mit einem neuen Text von Maceo Pinkard versehen, doch niemand wollte den Song herausbringen. Rosenkrantz und Inez Cavanaugh schrieben die Originalmelodie um und schufen auch einen neuen Text; daraus wurde dann der Song „Is This To Be My Souvenir?“, der 1938 erschien. Rosenkrantz hatte zwar weitergehende Ambitionen, Songs zu veröffentlichen, es blieb jedoch bei diesem einen Lied.
Während des Zweiten Weltkriegs blieb er in den USA und eröffnete auf der Grundlage seiner eigenen Plattensammlung ein Musikgeschäft, in dessen Hinterraum auch Proben mit John Kirby, Stuff Smith oder Bill Coleman stattfanden. Die von ihm 1944/45 produzierten Aufnahmen erschienen auf seinen Labels Baronet, New York und Embassy. Im November 1944 entstanden private Aufnahmen von Erroll Garner, die später von Blue Note Records veröffentlicht wurden; dies waren die ersten Aufnahmen des Pianisten, die während in Rosenkrantz Apartment aufgenommen wurden, u. a. auch zwei Gesangsnummern, bei denen Garner Inez Cavanaugh begleitete („I'm in the Mood for Love“). Andere Musiker wie Stuff Smith und Robert Crum nahm er ebenfalls in seinem Wohnzimmer auf; für weitere Musiker wie Willie The Lion Smith ist zweifelhaft, ob sie über die Aufnahmen und ihre Veröffentlichung informiert wurden.
In der Kriegszeit arbeitete er außerdem im Commodore Music Shop, als ausleihbarer Tänzer in einem Tanzclub sowie kurze Zeit als Moderator der Radiosendung Music is our Business bei dem Sender WNEW; dort führte Rosenkrantz das erste Interview mit dem schwedischen Klarinettisten Stan Hasselgård. Im Juni 1945 organisierte Rosenkrantz ein Konzert in der New Yorker Town Hall, an dem Musiker wie Gene Krupa, Red Norvo, Teddy Wilson, Billy Taylor, Flip Phillips, Don Byas und Slam Stewart sowie die Sängerin Fran Warren mitwirkten. Trotz positiver Resonanz in den Fachblättern war das Konzert ein finanzielles Desaster.
Im August 1946 produzierte er mit Norvo, Jimmy Jones und weiteren Musikern des Duke Ellington Orchestra eine Session für das kleine Label Continental Records („Bouncy“). Im September 1946 brachte er eine US-amerikanische Jazzband um Don Redman (mit Peanuts Hucko, Tyree Glenn und Billy Taylor) in das Nachkriegs-Europa; die Musiker strandeten bei der Tournee, da Rosenkrantz ihnen die Rückfahrt nicht finanzieren konnte. 1947 organisierte er die erste Tournee einer Bebop-Band durch Europa mit Chubby Jackson und seinen All-Stars, die nach Skandinavien führte, sowie in New York Jamsessions im Cafe Bohemia und im Famous Door mit Lennie Tristano und Rex Stewart.
Ende der 1940er Jahre ließen sich Rosenkrantz und Inez Cavanaugh in Paris nieder, wo sie zusammen den Jazzclub Chez Inez führten. In den 1950er und 1960er Jahren war er weiterhin als Autor tätig, sammelte Jazzfotos und kehrte gelegentlich nach New York zurück. 1951 organisierte er ein Sidney-Bechet-Konzert in Kopenhagen, was jedoch – wie viele seiner geschäftlichen Unternehmungen – wenig finanziellen Erfolg hatte.
Bis Mitte der 1960er Jahre betreute er ein Jazz-Programm im dänischen und schwedischen Rundfunk. 1968 eröffnete er den kurzlebigen Nachtclub Timmes Club in Kopenhagen mit einem Auftritt der Pianistin Mary Lou Williams; später spielten dort auch Teddy Wilson, Ben Webster sowie Count Basie; Teddy Wilson nahm Ende 1968 für Sonet Records das Album An Evening at Timme's Club auf, bei dem Inez Cavanaugh auf den meisten Titeln sang.
1969 reiste Timme Rosenkrantz erneut nach New York, um für das nationale dänische Radio über das Newport Jazz Festival zu berichten und Künstler für die Herbstsaison seines Clubs zu buchen; dort erkrankte er – schon jahrelang Alkoholiker – schwer an Leberzirrhose. Er starb im Alter von 58 Jahren im New Yorker Columbus Hospital, nachdem er in seinem Hotelzimmer zusammengebrochen war. Elf Tage nach seinem Tod fand in der St Peter’s Church in der New Yorker Lexington Avenue ein Trauergottesdienst statt, bei dem u. a. der Jazz-Pastor John Gensel, Dan Morgenstern und Stanley Dance sprachen; Tyree Glenn spielte Ellingtons Mood Indigo und Satin Doll. Die Asche von Rosenkrantz wurde nach Kopenhagen überführt, wo eine weitere Gedenkfeier im November 1969 mit Teddy Wilson, Kenny Drew senior, Niels-Henning Ørsted Pedersen, Charlie Shavers, Ben Webster und Don Byas stattfand; dabei spielten der frühere Fats-Waller-Trompeter Herman Autrey, Eddie Barefield und Vic Dickenson.
Rosenkrantz schrieb neben zwei Büchern über die amerikanische Jazzszene, außerdem drei Novellen sowie Kurzgeschichten und Glossen für Zeitschriften, u. a. für das Magazin Esquire.

## Nachlass
Seine Sammlung von Jazzmusik in Form von 1679 Schellackplatten, 170 EPs, 1055 LPs, 411 Acetat-Mitschnitten, 923 Tonbändern sowie 103 Büchern und über 2000 Jazz-Fotos, die ihrem Schwerpunkt in der Swingära hatte, befindet sich in der Universitätsbibliothek der Süddänischen Universität in Odense. Dort wurde eine Auswahl von 300 dieser Fotos in der Publikation Is This to Be My Souvenir herausgegeben (der Titel ist eine Anspielung auf Rosenkrantz’ Aufnahmesitzung für Victor im Jahr 1939 mit Don Byas und anderen Musikern).

## Diskographische Hinweise
- Erroll Garner: Free Piano Improvisations recorded by Baron Timme Rosenkrantz (Overture To Dawn) (dän. Official, Blue Note Records, 1944/45)
- The Stuff Smith & Robert Crum Complete 1944 Rosenkranz Apartment Transcription Duets (ed. AB Fable, 2004).
- Gene Krupa: Timme Rosenkrantz' 1945 Concert, Vol. 3
- Rare Takes without the Duke (Raretone, 1944–49) enthält die 1946er Session mit „Bouncy“ und „Blues at Dawn“

## Werke
- Too Bad America Has to Be So Far Away 1938
- Swing Photo Album 1939 Scorpion Press & Dobell's Jazz Record Shop, UK, 1964
- Jump Out of the Window and Turn Right 1954
- Dus med Jazzen: mine jazz Memoirer Kopenhagen, Chr. Erichsens Forlag, 1964; (engl. Fassung als) Harlem Jazz Adventures: A European Baron's Memoir, 1934-1969, Lanham, MD, Scarecrow Press 2012; ISBN 978-0-8108-8209-6
- Frank Büchmann-Møller (Hg.): Is This To Be My Souvenir? Jazz Photos from the Timme Rosenkrantz Collection 1918-1969. Odense University Press 2000; ISBN 978-87-7838-465-2